# Vargulina

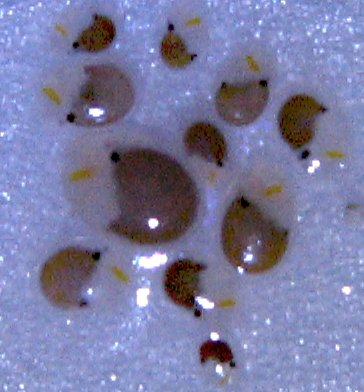
L'ostracode Cypridina hilgendorfii o Vargula hilgendorfii

Vargulina o Cypridina luciferina (IUPAC= 2-[3-[2-[(2S)-butan-2-il]-6-(1H-indol-3-il)-3-oxo-7H-imidazo[2,1-c]pirazin-8-il]propil]guanidina) és la luciferina que es troba en l'ostracode Cypridina hilgendorfii, també anomenat Vargula hilgendorfii, i permet l'emissió d'una llum blava.